# Erich Cibulka

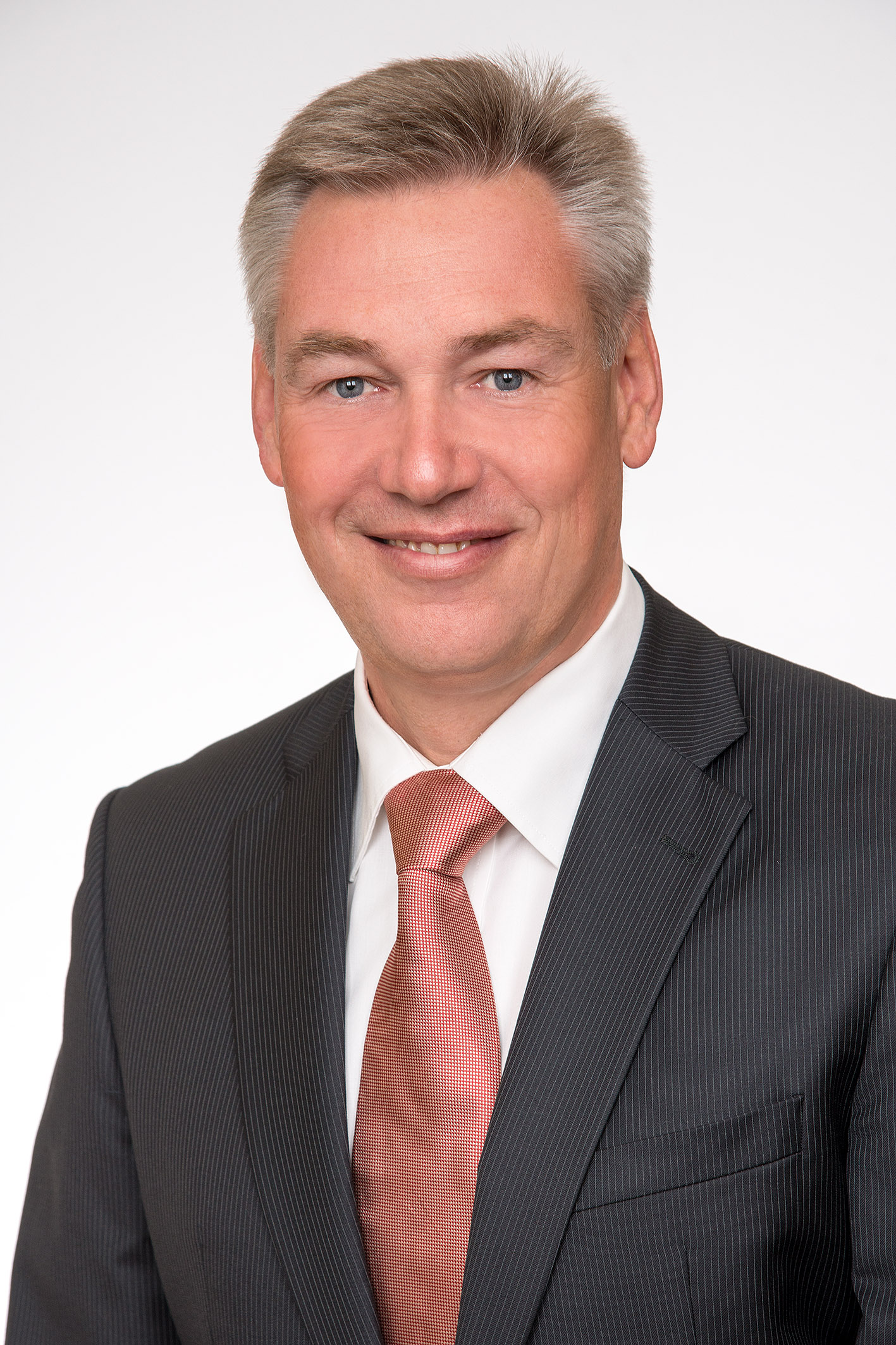
Erich Cibulka (2013)

Erich Cibulka (* 5. Juli 1963 in Wien) ist ein österreichischer Unternehmensberater, Redner und Autor an der Schnittstelle von Wirtschaft, Militär und Politik. Er ist Milizoffizier im Rang eines Brigadiers und seit 2007 Inhaber einer Unternehmensberatung. Außerdem unterrichtet er als Lektor an mehreren (Fach-)Hochschulen.
Erich Cibulka ist Präsident der Österreichischen Offiziersgesellschaft und Vorsitzender der Präsidentenkonferenz der Plattform Wehrhaftes Österreich (Dachverband der wehrpolitischen Vereine Österreichs). Als Vizepräsident vertritt er Österreich in der internationalen Offiziersgesellschaft Confédération Interalliée des Officiers de Réserve (CIOR). Er ist verheiratet und Vater von zwei Kindern.

## Beruflicher Werdegang
Bereits während des Studiums war Erich Cibulka als Trainer in der Erwachsenenbildung und als Lehrbeauftragter in der Lehrerfortbildung am Pädagogischen Institut des Bundes für Niederösterreich tätig. Als Geschäftsführer von Helikon – Institut für Sozialgestaltung und Integrationsberatung organisierte er 1993 die Veranstaltungsreihe „Rede über Europa!“ mit Gästen wie Werner Fasslabend, Brigitte Ederer und Johannes Voggenhuber, bei der über die bevorstehende Volksabstimmung zum EU-Beitritt Österreichs diskutiert wurde.
Von 1994 bis 1997 war er Personalchef des Konsum Österreich und der Gerngross AG. Im Zuge der Konsum-Insolvenz setzte er einen drastischen Sanierungskurses um.
Danach wechselte er zu max.mobil., dem ersten privaten Mobilfunkanbieter Österreichs als Mitglied der Geschäftsleitung, in der er als Personalchef fungierte. 2001/02 leitete er das „Projekt Change“, das den Markenwechsel von max.mobil. zu T-Mobile Austria vorbereitete. Ab 1999 war er verantwortlich für die Errichtung des T-Center, welches 2004 bezogen und 2006 mit dem Staatspreis für Architektur ausgezeichnet wurde.
2004 wechselte Cibulka als Group HR Director zur Bank Austria. Nach der Übernahme der Bank Austria durch die UniCredit schied er aus dem Unternehmen aus und gründete seine eigene Unternehmensberatung.

## Funktionen in der Wirtschaftskammer Österreich
Als langjähriger Leiter der Kollektivvertragsverhandlungen auf Arbeitgeberseite wurde Erich Cibulka in der Wirtschaftskammer Österreich zum Stellvertretenden Fachverbandsobmann der Telekom- und Rundfunkunternehmen Österreichs und zum Berufsgruppenobmann Telekommunikation gewählt. Im Jahr 2000 war er am Abschluss des ersten Kollektivvertrages in Österreich beteiligt, der das Senioritätsprinzip in den Gehaltstabellen nicht mehr vorsah. Darüber hinaus gelang ihm laut eigenen Angaben die Einigung einer kompetitiven Branche auf ein gemeinsames Positionspapier für die Novelle des Telekom-Gesetzes und Richtlinien zur Überwachung des Mobilfunks. Nach seinem Wechsel in die Finanzbranche blieb er bis 2006 im Verhandlungsteam für den Kollektivvertrag der Banken und Sparkassen. Seit 2002 ist er von der Wirtschaftskammer Wien als Laienrichter am Arbeits- und Sozialgericht Wien nominiert.

## Wehrpolitisches Engagement

### Militärischer Werdegang
Erich Cibulka absolvierte seinen Grundwehrdienst und eine vorbereitende Kaderausbildung 1981/82 beim Landwehrstammregiment (LWSR) 22 in Wien. Danach wurde er als Gruppenkommandant (rPAK) beim Jägerbataillon (JgB) 5 beordert und zum Unteroffizier befördert. Während seines Studiums absolvierte er eine Nachhollaufbahn zum Offizier und wurde auf die Panzerabwehrlenkwaffe (PAL 2000) umgeschult. Er wurde Kommandant eines PAL-Zuges und nach Absolvierung des Führungslehrganges Kommandant einer Schweren Kompanie. Seine Karriere als Truppenoffizier endete nach dem Stabslehrgang als S2 / JgB 5. Danach absolvierte er an der Landesverteidigungsakademie den Lehrgang zum Offizier des höheren militärfachlichen Dienstes und wurde als Experte und Militärpsychologe am Institut für Human- und Sozialwissenschaften an der Landesverteidigungsakademie beordert. Er unterrichtete in dieser Zeit als Gastlehrer an der Theresianischen Militärakademie und absolvierte die Ausbildung zum Trainer für Führungsverhalten.
Seit 2015 ist er Mitglied des Beraterstabes des Chefs des Generalstabes, seit Oktober 2022 ist das General Rudolf Striedinger. Im Dezember 2016 wurde er vom Bundespräsidenten zum Brigadier ernannt.

### Österreichische Offiziersgesellschaft
Erich Cibulka wurde am 9. November 2013 von der Delegiertenversammlung zum Präsidenten der Österreichischen Offiziersgesellschaft gewählt. Am 17. Oktober 2015, 23. November 2019 und 25. November 2023 wurde er jeweils für weitere vier Jahre wiedergewählt.
Als Präsident setzt sich Cibulka dafür ein, dass die Verfassungsvorgaben für das Österreichische Bundesheer, die Ziele der Österreichische Sicherheitsstrategie vom Juli 2013 und der klare Mehrheitsentscheid der Bevölkerung bei der Volksbefragung zur Wehrpflicht in Österreich 2013 umgesetzt werden. Deshalb kritisiert er, dass durch den Sparkurs der vergangenen Jahre die Einsatzbereitschaft des Bundesheeres nicht mehr ausreichend gegeben sei, das gesetzlich verankerte Milizsystem ausgehungert werde und gesetzliche Möglichkeiten zur Nachwuchsgewinnung (§ 21 Abs. 3 Wehrgesetz) nicht genützt würden. Daher wurde – auch unter dem Eindruck der Annexion der Krim durch Russland im Jahr 2014 – das „Strukturpaket ÖBH 2018“ von Minister Gerald Klug heftig kritisiert.
Der Umschwung in der Verteidigungspolitik unter den Ministern Hans Peter Doskozil, Mario Kunasek und Thomas Starlinger wurde hingegen unterstützt.
Auch die erste Verteidigungsministerin Österreichs, Klaudia Tanner, fand mit dem "Aufbauplan 2032+" und ihrer "Mission Vorwärts" seine Unterstützung. Trotzdem kam es über die Höhe des Budgets und vor allem die Länge des Wehrdienstes und die Wiedereinführung von verpflichtenden Übungen zu regelmäßigen Kontroversen.
Im April 2025 löste Erich Cibulka mit einem Interview in der Tageszeitung Die Presse und in der ZIB 2 des ORF eine heftige öffentliche Diskussion aus. Er regte ein verpflichtendes "Österreich-Jahr" für Männer und Frauen an, bei dem der Wehrdienst in einem "8+4-Modell" (8 Monate Grundwehrdienst und 4 Monate in Form von Truppenübungen aufgeteilt auf viele Jahre) oder alternativ ein 12-monatiger Zivildienst abgeleistet werden soll.

## Auszeichnungen (auszugsweise)
- Goldenes Ehrenzeichen für Verdienste um das Land Wien (2024)[29]
- Goldenes Ehrenzeichen der Bundeswehr (2024)[30]
- Medal of Merit von Confédération Interalliée des Officiers de Réserve (2024)
- Großes Bundesehrenzeichen in Gold des Österreichischer Kameradschaftsbund (2019)
- Ehrenzeichen in Gold der Österreichischen Unteroffiziersgesellschaft (2019)
- Großoffizierskreuz in Gold der Österreichischen Offiziersgesellschaft (2017)
- Milizmedaille (2009)
- Wehrdienstzeichen 1. Klasse (2007)
- Wehrdienstmedaille in Gold (1994)

## Publikationen (Auswahl)
- Erich Cibulka: Wirtschaftliche Resilienz als Beitrag zur Umfassenden Landesverteidigung In: Risikomanagement aktuell. Resilienz – Nachhaltigkeit – Legal Compliance – Methoden, TÜV Austria Fachverlag, 2024, ISBN 978-3-903255-67-8, S. 15 ff.[31]
- Erich Cibulka: Erfolgsfaktor Führung: Was macht gute Führung aus? In: J. Herget, H. Strobl (Hrsg.): Unternehmenskultur als Strategie. Springer Gabler, Wiesbaden 2024, ISBN 978-3-658-42754-2, S. 113 ff.[32]
- Erich Cibulka: Erfolgsfaktor Unternehmenskultur: Was macht Unternehmen erfolgreich? In: J. Herget, H. Strobl (Hrsg.): Unternehmenskultur in der Praxis. 2. Auflage, Springer Gabler, Wiesbaden 2024, ISBN 978-3-658-42764-1, S. 161 ff.[33]
- Erich Cibulka: Die Kunst der Führung in Wirtschaft und Militär – ein Gegensatz? Armis et Litteris, Band 38: Die Kunst des Führens, Oktober 2022
- Erich Cibulka: Deckname Dogwood. Erinnerungen an Alfred Schwarz. Buchschmiede Wien 2022, ISBN 978-3-99139-139-5[34]
- Erich Cibulka: Wehrlos in die neuen Zeiten? In: M. Wenzel-Jelinek (Hrsg.): Bundesheer – Rückgrat der Republik. Verlag MWJ, Wien 2020, ISBN 978-3-200-07339-5, S. 246 ff.[35]
- Erich Cibulka: Das Vermächtnis der Termiten. 1. Auflage: myMorawa Wien 2020, 2. Auflage: Buchschmiede Wien 2022, ISBN 978-3-99139-642-0[36]
- Erich Cibulka: Erfolgsfaktor Unternehmenskultur – Zwei Messinstrumente zur Gestaltung einer „High Performance Culture“ in der Praxis. In: J. Herget, H. Strobl (Hrsg.): Unternehmenskultur in der Praxis. 1. Auflage, Springer Gabler, Wiesbaden 2018, ISBN 978-3-658-18564-0, S. 157 ff.[37]
- Erich Cibulka: Psychologie des Einsatzes. Moral und Effektivität der Einheit. In: Truppendienst. Heft 6/2010, S. 542 ff.[38]
- Erich Cibulka: Die lernende Gesellschaft. In: Juridikum, Zeitschrift im Rechtsstaat. Nr. 5/1992.[39]